# 東京表現高等学院MIICA
東京表現高等学院 MIICA（とうきょうひょうげんこうとうがくいんみーか）は、東京都江戸川区に位置する私立・全日制・3年制の高等専修学校。学校法人日本芸術学園が運営している。通称はMIICA（ミーカ）。Multiple（多様な）Innovative（革新的な）Initiative（率先的な）Creative（創造的な）Attractive（魅力的な）の頭文字から名付けられている。
文部科学大臣認定 大学入学資格付与指定校（高等学校卒業程度）のため、卒業後は高等学校卒業者と同様に大学や短期大学、専門学校（専修学校専門課程）などへの進学や就職ができ、卒業生のおよそ80％が進学している。特に美術大学やクリエイティブ系専門学校を目指す生徒が多い。
2024年より公益社団法人ACジャパンの会員校に加わった。

## 概要
約60年前に芸能教育機関としてスタートした学校法人日本芸術学園を母体として2017年4月に開校。
クリエイティブ分野における専門的かつ実践的な授業はすべて各分野のプロフェッショナルが講師として授業を行っている。

## 沿革
- 1958年6月 - 日本俳優芸能学園を創立
- 1978年7月 - 学校法人日本芸術学園を設立
- 1978年7月 - 日本芸術専門学校を開校
- 1978年7月 - 日本芸術高等学園を開校
- 2017年4月 - 東京表現高等学院MIICA開校

## カリキュラム[6]

### クリエイティブ系講座
- 企画立案プロデュース学
- 情報収集キュレーション学
- プレゼンテーション

### 芸術表現系講座
- 映像制作
- ドラマ演出
- CM制作
- グラフィックデザイン
- デッサン
- イラストレーション
- 写真表現
- レタッチ
- 広告デザイン演習
- モーショングラフィックス

### 教養系講座
- クリエイティブ業界基礎
- 色彩学
- デジタルアート＆ポップカルチャー
- ビジネス基礎
- メディアエンターテイメント学
- 国語
- 実用英語
- 社会（公民）

### 学校理念系講座
- 目標設定実行学
- LHR

## 部活動
- イラスト部
- 映像部
- 軽音部
- 演劇部
- ダンス部
- 日本舞踊部
- ゲーム部

## クリエイティブ活動（受賞など）
- 2019年2月6日「Adobe」主催「Make It! Student Creative Day」[7]にてゲスト審査員映画監督山戸結希による『審査員特別賞』[8]を受賞
- 東京2020教育プログラム学校事業認証校[9]
- 2022年 公益社団法人日本広告写真家協会公募展（APAアワード2022）写真作品部門に入選[10]
- 2023年2月28日 第41回 専門学校映像フェスティバル「90秒動画コンテスト」にて準グランプリを受賞[11]
- 2024年4月22日 山口県山陽小野田市川上地区の地域おこし事業として、MIICA生がロゴマークを制作・贈呈[12]
- 2025年2月28日 文部科学省ウェブサイト「＃知る専」にてMIICA生インタビュー記事掲載[13]
- 2025年3月25日「第21回 ACジャパン 広告学生賞」新聞広告部門にて、唯一高校からの参加で奨励賞を受賞[14]
- 2025年3月 二科会関西支部・産経新聞社 主催「全国ポストカードデザイン大賞」にて、大賞（中・高校生の部）を受賞[15]

## 芸術祭（秋・春）
日々のインプットをアウトプットする場として芸術祭を年に2回（秋・春）開催している。2週間の準備期間から芸術祭当日まで生徒が主体となって企画運営を行い、連携・責任・リーダーシップ・フォローアップなどをコミュニケーションの中で学び取りながら、クリエイティブイベントとしての成功を目指す。また、美術大学等への進学希望者の中にはポートフォリオ（作品集）のための作品を兼ねて出品作を制作する者も多い。

## 関連校
- 日本芸術高等学園
- 日本芸術専門学校